# Spomenik palim borcima u Cresu
Spomenik palim borcima u Cresu podignut je 1975. godine na Šetalištu 20. travnja. Dizajn potpisuje akademski slikar Mate Solis iz Cresa. Na svečanosti, spomenik je službeno otvorio Josip Rodinis stariji.
Na spomeniku su ispisana imena poginulih boraca u NOB-u, s područja današnjeg Grada Cresa:
- Albert Anelić
- Pasquale Arseni
- Anton Bajčić
- Anton Bajčić
- Ivan Bajčić
- Anton Bakija
- Anton Brnić
- Ivan Bucul
- Giuseppe Del Gos
- Alceo De Manzolini
- Alberto Donaggio
- Ivan Dujmović
- Josip Filipas
- Jeroslav Fučić
- Romolo Gabbi
- Josip Ivanošić
- Josip Kaštelan
- Marko Koljevina
- Ivan Kosić
- Anton Kremenić
- Stjepan Kremenić
- Josip Linardić
- Berto Livelić
- Petar Martinčić
- Stjepan Medarić
- Valerio Mikičić
- Jure Misinić
- Francesco Mocolo
- Mario Mocolo
- Dinko Murljačić
- Franjo Mužić
- Josip Mužić
- Mario Mužić
- Vinčenco Mužić
- Josip Negovetić
- Vincenzo Penna
- Ivan Perivančić
- Guido Petazzoni
- Grga Petranić
- Josip Petranić
- Anton Petrinić
- Franjo Petrinić
- Gašpar Purić
- Josip Rodinis
- Petar Rodinis
- Frane Rubinić
- Ivan Rukonić
- Anton Saganić
- Gino Selva
- Anton Sintić
- Josip Soldatić
- Giovanni Spadoni
- Ivan Sušić
- Feruccio Sutil
- Dino Tonetti
- Josip Tuftan
- Jure Velčić
- Nikola Vitković